# S/2004 S 36
S/2004 S 36 este un satelit natural al lui Saturn. Descoperirea sa a fost anunțată de Scott S. Sheppard⁠(d), David C. Jewitt⁠(d) și Jan Kleyna⁠(d) pe 8 octombrie 2019 din observații efectuate între 12 decembrie 2004 și 1 februarie 2006. 
S/2004 S 36 are aproximativ 3 kilometri în diametru și orbitează în jurul lui Saturn la o distanță medie de 23,192 Gm în 1319,07 zile, la o înclinație de 155° față de ecliptică, într-o direcție retrogradă și cu o excentricitate de 0,748, cea mai mare dintre oricare dintre sateliții lui Saturn. 